# Jonathan Gómez (calciatore 2003)
Jonathan Germán Gómez Mendoza (North Richland Hills, 1º settembre 2003) è un calciatore statunitense con cittadinanza messicana, difensore dell'Albacete, in prestito dal PAOK, e della nazionale statunitense.

## Biografia
È nato negli Stati Uniti da genitori messicani. Anche suo fratello Johan è un calciatore professionista.

## Caratteristiche tecniche
È un terzino sinistro.

## Carriera

### Club
Gómez è cresciuto nel settore giovanile del FC Dallas dove ha militato dal 2016 al 2019, anno in cui ha vinto con il North Texas (squadra satellite del club rossoblu) la USL League One. Nel 2020 ha firmato un contratto professionistico con il Louisville City con cui ha disputato due campionati di USL Championship.
Il 30 settembre 2021 è stato acquistato dalla Real Sociedad, con cui ha firmato un quinquennale. Assegnato alla squadra B, ha debuttato in Segunda División il 14 febbraio 2022 nell'incontro perso 3-2 contro il Ponferradina. La stagione successiva, con il club retrocesso in Primera Federación, ha giocato con maggior continuità ed il 30 ottobre 2022 ha segnato il suo primo gol nel successo per 2-0 sull'Atlético Baleares.
L'11 agosto 2023 è stato ceduto in prestito per una stagione al Mirandés.

### Nazionale
Ha giocato con le nazionali giovanili Under-16 ed Under-20 sia degli Stati Uniti sia del Messico. Il 3 dicembre 2021 è stato convocato per la prima volta dalla nazionale statunitense e due settimane più tardi ha debuttato nell'incontro amichevole vinto 2-1 contro la Bosnia.
Il 21 aprile 2022 ha tuttavia scelto di rispondere alla convocazione della nazionale messicana e sei giorni più tardi è sceso in campo nell'amichevole pareggiata 0-0 contro il Guatemala.
Nel gennaio del 2023 ha nuovamente cambiato nazionale ed ha giocato titolare con gli Stati Uniti nell'amichevole persa 2-1 contro la Serbia. Sei mesi più tardi ha partecipato con gli Stati Uniti Under-20 al campionato mondiale di categoria.

## Statistiche

### Presenze e reti nei club
Statistiche aggiornate al 2 giugno 2024.
| Stagione        | Squadra         | Campionato      | Campionato | Campionato | Coppe nazionali | Coppe nazionali | Coppe nazionali | Coppe continentali | Coppe continentali | Coppe continentali | Altre coppe | Altre coppe | Altre coppe | Totale | Totale | Totale |
| Stagione        | Squadra         | Comp            | Pres       | Reti       | Comp            | Pres            | Reti            | Comp               | Pres               | Reti               | Comp        | Pres        | Reti        | Pres   | Reti   |        |
| --------------- | --------------- | --------------- | ---------- | ---------- | --------------- | --------------- | --------------- | ------------------ | ------------------ | ------------------ | ----------- | ----------- | ----------- | ------ | ------ | ------ |
| 2019            | North Texas     | USL-1           | 9          | 0          |                 | -               | -               |                    | -                  | -                  |             | -           | -           | 9      | 0      |        |
| 2020            | Louisville City | USL             | 10         | 0          |                 | -               | -               |                    | -                  | -                  |             | -           | -           | 10     | 0      |        |
| 2021            | Louisville City | USL             | 29         | 2          |                 | -               | -               |                    | -                  | -                  |             | -           | -           | 29     | 2      |        |
| 2021-2022       | Real Sociedad B | SD              | 14         | 0          |                 | -               | -               |                    | -                  | -                  |             | -           | -           | 14     | 0      |        |
| 2022-2023       | Real Sociedad B | PF              | 29         | 1          |                 | -               | -               |                    | -                  | -                  |             | -           | -           | 29     | 1      |        |
| 2023-2024       | Mirandés        | SD              | 38         | 1          | CR              | 1               | 0               |                    | -                  | -                  |             | -           | -           | 39     | 1      |        |
| Totale carriera | Totale carriera | Totale carriera | 129        | 4          |                 | 1               | 0               |                    | -                  | -                  |             | -           | -           | 130    | 4      |        |

### Cronologia presenze e reti in nazionale
| Cronologia completa delle presenze e delle reti in nazionale ― Stati Uniti | Cronologia completa delle presenze e delle reti in nazionale ― Stati Uniti | Cronologia completa delle presenze e delle reti in nazionale ― Stati Uniti | Cronologia completa delle presenze e delle reti in nazionale ― Stati Uniti | Cronologia completa delle presenze e delle reti in nazionale ― Stati Uniti | Cronologia completa delle presenze e delle reti in nazionale ― Stati Uniti | Cronologia completa delle presenze e delle reti in nazionale ― Stati Uniti | Cronologia completa delle presenze e delle reti in nazionale ― Stati Uniti |
| Data                                                                       | Città                                                                      | In casa                                                                    | Risultato                                                                  | Ospiti                                                                     | Competizione                                                               | Reti                                                                       | Note                                                                       |
| -------------------------------------------------------------------------- | -------------------------------------------------------------------------- | -------------------------------------------------------------------------- | -------------------------------------------------------------------------- | -------------------------------------------------------------------------- | -------------------------------------------------------------------------- | -------------------------------------------------------------------------- | -------------------------------------------------------------------------- |
| 18-12-2021                                                                 | Carson                                                                     | Stati Uniti                                                                | 1 – 0                                                                      | Bosnia ed Erzegovina                                                       | Amichevole                                                                 | -                                                                          | 84’                                                                        |
| 25-1-2023                                                                  | Los Angeles                                                                | Stati Uniti                                                                | 1 – 2                                                                      | Serbia                                                                     | Amichevole                                                                 | -                                                                          |                                                                            |
| Totale                                                                     |                                                                            | Presenze                                                                   | 2                                                                          |                                                                            | Reti                                                                       | 0                                                                          |                                                                            |

| Cronologia completa delle presenze e delle reti in nazionale ― Messico | Cronologia completa delle presenze e delle reti in nazionale ― Messico | Cronologia completa delle presenze e delle reti in nazionale ― Messico | Cronologia completa delle presenze e delle reti in nazionale ― Messico | Cronologia completa delle presenze e delle reti in nazionale ― Messico | Cronologia completa delle presenze e delle reti in nazionale ― Messico | Cronologia completa delle presenze e delle reti in nazionale ― Messico | Cronologia completa delle presenze e delle reti in nazionale ― Messico |
| Data                                                                   | Città                                                                  | In casa                                                                | Risultato                                                              | Ospiti                                                                 | Competizione                                                           | Reti                                                                   | Note                                                                   |
| ---------------------------------------------------------------------- | ---------------------------------------------------------------------- | ---------------------------------------------------------------------- | ---------------------------------------------------------------------- | ---------------------------------------------------------------------- | ---------------------------------------------------------------------- | ---------------------------------------------------------------------- | ---------------------------------------------------------------------- |
| 27-4-2022                                                              | Orlando                                                                | Messico                                                                | 0 – 0                                                                  | Guatemala                                                              | Amichevole                                                             | -                                                                      | 82’                                                                    |
| Totale                                                                 |                                                                        | Presenze                                                               | 1                                                                      |                                                                        | Reti                                                                   | 0                                                                      |                                                                        |

## Palmarès

### Club

#### Competizioni nazionali
- USL League One: 1

North Texas: 2019